# David Hornsby
David Alan Hornsby es un actor, productor, guionista y comediante estadounidense. Nació el 1 de diciembre de 1975 en Newport News, Virginia, EE. UU. Es conocido principalmente por su papel recurrente como el ex sacerdote Matthew "Rickety Cricket" Mara en la serie de comedia de FX "It's Always Sunny in Philadelphia", de la cual también es productor y guionista. Además, ha tenido un papel regular en la serie de comedia y crimen de NBC "Good Girls" (2018-2020).
Hornsby estudió actuación en la Universidad Carnegie Mellon de Pittsburgh, graduándose en 1998. Comenzó a actuar profesionalmente al año siguiente, tanto en cine como en televisión. Ha escrito y coproducido varios episodios de "It's Always Sunny in Philadelphia" y también ha prestado su voz para la serie animada "Fanboy and Chum Chum". Además, desarrolló la comedia "How to Be a Gentleman" y fue productor ejecutivo de la misma. En su vida personal, se casó con la actriz Emily Deschanel, conocida sobre todo por la serie "Bones”, en septiembre de 2010, con quien tiene dos hijos, el mayor Henry Lamar Hornsby (2011) y el menor, Calvin Hornsby (2015).
Hornsby también ha aparecido en películas como "Pearl Harbor", "Minority Report" y "Flags of Our Fathers". Es conocido por su papel como Steve "The Hutch" Hutchinson en "The Joe Schmo Show" y como Patrick en "Six Feet Under". Además, creó y actuó en el podcast "Yoda and Me" junto con Loren Tarquinio. Adaptó y creó la sitcom de CBS "How to Be a Gentleman", siendo su actor principal, escritor y productor.
Es primo del cantante y compositor Bruce Hornsby.